# Mutana ibne Harita
Mutana ibne Harita (Al-Muthanna ibn Haritha - lit. "Mutana, filho de Harita") foi um general árabe que liderou as forças militares que derrotaram o Império Sassânida na batalha de Cadésia. Devido a sua vitória tornou-se uma celebrada figura histórica no Iraque moderno, e seu nome foi utilizado como um título pelo movimento político nacionalista pan-árabe chamado Clube al-Muthanna. Seu nome também foi dado à província de Mutana ao sul do país.
Em 636, após a captura do território persa no Iraque pelas forças árabes muçulmanas e a partida de Calide ibne Ualide, Mutana foi colocado no comando dos territórios ocupados pelos muçulmanos no Iraque. Mutana confiou em sua tribo, os bacritas, junto com outras poderosas tribos árabes, incluindo os taglibitas e tamimitas para manter controle sobre a região.